# Haut-Armagnac
Haut-Armagnac is een van de drie  terroirs, verbouwingsgebieden, waar in de Armagnacstreek (die samenvalt met de Côtes de Gascogne), de druiven voor het distilleren van Armagnac mogen worden verbouwd. Het ligt in het zuiden en is zeer uitgestrekt, geografisch gezien omarmt het als het ware de Bas-Armagnac en Armagnac-Ténarèze, de twee andere gebieden. Men vindt er Marciac, Lectoure en de hoofdstad van de Gers, Auch. Op heuvels van kalkachtige kleigrond liggen de wijngaarden als het ware als eilanden.